# ونوس مگس‌خوار (فیلم)
ونوس مگس‌خوار (انگلیسی: Venus Flytrap) فیلمی در ژانر ترسناک و علمی–تخیلی است که در سال ۱۹۷۰ منتشر شد.